# Parc de Nam Cheong
Le parc de Nam Cheong  (南昌公園) est un jardin public de Hong Kong situé à New Kowloon dans le quartier de Sham Shui Po près de Nam Cheong Estate (en), de la station de métro Nam Cheong et du parc de  Tung Chau Street. Administré par le département des loisirs et des services culturels, il est inauguré en 1998.

## Histoire
Le parc est construit sur un terre-plein dans les années 1990 dans le cadre du Airport Core Programme. Le site est zoné « district Open Space » pour servir de zone tampon entre Nam Cheong Estate (en) et la West Kowloon Highway (en). Ceci est similaire au parc de Lai Chi Kok, qui agit comme une zone tampon entre l'autoroute et  Mei Foo Sun Chuen (en) et qui est développé en même temps. Le parc ouvre en juillet 1998.
Au début des années 2000, la moitié du parc est occupée par la construction de la ligne West Rail line. Plus récemment, une grande partie du parc est occupée par des zones de travaux temporaires pour la ligne à grande vitesse Canton-Shenzhen-Hong Kong.

## Équipements
- Aire de jeux pour enfants
- Appareils de fitness pour personnes âgées
- Pelouses
- Toilettes